# Культурвевен
Культурвевен — культурний центр у Умео, розташований поруч з річкою Умеельвен. Культурвевен відкриється восени 2014 р., коли Умео буде однією з двох культурних столиць Європи. Культурвевен буде включати в себе кілька культурних установ, які були переміщені з інших частин міста, а також деякі нові культурні ініціативи. Будівельні витрати, спільні роботи, які перемістили міську бібліотеку в нову будівлю, викликали дебати в Умео.

## Будівництво
Будівля займає більшу частину блоку Хеймдаль і розташовується в центрі міста Умео, між Сторгатан і річкою Умеельвен. Культурвевен був побудований у 2011-2014 роках в рамках проекту розвитку території міста між мостами. Муніципалітет Умео і місцева компанія нерухомості Балтикгрупен спільно володіють компанією Вавен в Умео.
Культурвевен складається з двох будівель, які зливаються в один на третьому поверсі, утворюючи портал над Стронгатан. Будинок ближче до річки, на південь від Стронгатан, складається з чотирьох поверхів і буде включати в себе так звану «чорний ящик», з місцем для 400 сидячих або стоять 1000 відвідувачів. Чотири нижчі рівні будівлі, найближчі до дороги Сторгатан, мають близько 15 000 квадратних метрів площі. Муніципалітет Умео розпоряджається їхнім бізнесом, у тому числі бібліотеками. Існує також критий ринок зал в безпосередній близькості від Stora Hotellet. Від рівня 5 і вище є плани для готелів, конференцій і ресторанів під егідою Балтикгрупен.
Загальна площа становить 24 000 квадратних метрів, а загальна вартість оцінюється в близько 700 мільйонів, за винятком інтер'єр. Архітекторами є Норвезька Снехетта і Білий Архітектор, який також брав участь у будівництві декількох будівель на кампусі мистецтв у Умео.
Проте, ще до інавгурації, сміливий дизайн в цьому контексті був зображений як плагіат, так як три вертикальні труоби з аналогічними фасадами вже були зведені в Копенгагені в 2006-2008 рр.. Данські будівлі були спроектовані данською фірмою Вільгельм Лауритцен Аркітекте, яка не мала нічого спільного з дизайном Культурвевен. Архітектор фірми, однак заявляє, що Культурвевен не є плагіатом.

### Діяльність
Культурвевен буде включати в себе студії, дитячий культурний центр, театри та міську бібліотеку Умео, кіно Folkets Bio і новий жіночий історичний музей